# هاستینگز اسمای
هاستینگز اسمای (انگلیسی: Hastings Ismay, 1st Baron Ismay; ۲۱ ژوئن ۱۸۸۷ – ۱۷ دسامبر ۱۹۶۵) سیاست‌مدار اهل بریتانیا بود. وی همچنین برندهٔ جوایزی همچون نشان بند جوراب و نشان حمام شده‌است.